# Баклан білошиїй
Баклан білошиїй (Phalacrocorax lucidus) — вид сулоподібних птахів родини бакланових (Phalacrocoracidae).

## Поширення
Вид поширений в Субсахарській Африці. Єдиний вид бакланів, що має суто прісноводні популяції.

## Опис
Довжина тіла близько 90 см. Більша частина тіла чорна. Шия і передня частина грудей білі, в період розмноження на стегнах з'являються білі плями.